# Мамаев, Олег Иванович
Мамаев Олег Иванович (7 ноября 1925, Москва — 28 августа 1994, Калининград, Московская область) — советский океанолог, профессор, заведующий кафедрой океанологии МГУ.
Один из первых выпускников кафедры океанологии МГУ, прошедший путь от ассистента до профессора и заведующего родной кафедрой, доктор географических наук, широко известный в отечественных и зарубежных научных кругах учёный-океанолог, автор восьми научных монографий, написанных без соавторов.

## Биография
Родился 7 ноября 1925 года в Москве в семье военного. Отец — Мамаев Иван Кириллович, участник партизанского движения в Приморье, окончил восточный факультет Военной академии им. М. В. Фрунзе, хорошо владел английским и китайским языками, в тридцатые годы был советским военным советником в Китае вместе с В. С. Блюхером. За эту деятельность награждён орденом «Боевого Красного Знамени». После возвращения из Китая преподавал на кафедре страноведения и Военной географии в Военной академии им. М. В. Фрунзе. Мать — Мамаева Раиса Моисеевна, окончила институт Востоковедения, работала с мужем в Китае, была там спецкором ТАСС.

### Образование
В 1941 году окончил 8 классов средней школы. В 1941—1942 годах работал, учился в Речном техникуме на судоводительском факультете, проходил практику на Москве-реке, учился в экстернате и на курсах военных переводчиков (Москва).
В 1942—1946 годах служил в Советской Армии на Дальнем Востоке, участвовал в войне с Японией. Награждён медалями «За победу над Германией» и «За победу над Японией».
В 1946 году откомандирован в Москву, где продолжал службу в Военной академии бронетанковых и моторизованных войск. Учился в вечерней школе рабочей молодёжи, которую окончил в 1948 году с серебряной медалью. В этом же году поступил на заочное отделение географического факультета МГУ. В 1950 году был демобилизован и перешёл на очное отделение. В студенческие годы принимал участие в экспедициях на Чёрном и Северном морях: 1950 г. — рабочий в двух экспедициях АЗЧЕРНИРО — съёмка Чёрного моря; 1951 г. — участник двух рейсов БАЛТНИРО на СРТ «Алазань» в Северное море. В 1951 году опубликовал свою первую научную работу «Вычисление элементов морских течений по данным океанологических разрезов в отечественной и зарубежной практике». В 1953 году окончил с отличием кафедру океанологии (в первом выпуске) на географическом факультете МГУ и был оставлен для работы на кафедре в должности ассистента.

### Научная деятельность
В 1953—1962 годах Ассистент кафедры океанологии географического факультета МГУ.
В 1953—1954 годах принимал участие в экспедициях Института океанологии на «Витязе» в Беринговом море и северной части Тихого океана. В 1957 году участвовал в первом рейсе специально построенного для морских исследований НИС «Михаил Ломоносов». Впоследствии очень гордился тем, что на этом судне (Мамаев участвовал в семи его рейсах) выполнил первую и тысячную гидрологические станции.
1955 год — Гидролог научно-поисковой экспедиции БАЛТНИРО в Северное море на СРТ «Ломоносов».
1957—1963 годы — Участник экспедиций на НИС «Михаил Ломоносов», научный сотрудник.
1958 год — Участник экспедиции на НИС «Михаил Ломоносов», учёный секретарь экспедиции.
В 1958 году защитил диссертацию «Нулевая динамическая поверхность Мирового океана» на степень кандидата географических наук. Диссертация под тем же названием была опубликована в издательстве МГУ в 1961 году. В 1963 году опубликовал монографию «Океанографический анализ в системе α-S-T-p».
1960 год — Участник экспедиции на НИС «Михаил Ломоносов», начальник гидрологического отряда.
1962—1963 годы — Участник экспедиции на НИС «Михаил Ломоносов», начальник гидрологического отряда.
В 1962 году был утверждён в учёном звании доцента. 1962—1969 годы — Доцент кафедры океанологии географического факультета МГУ.
С детства, благодаря родителям, в совершенстве владел английским языком. Это позволило ему перевести на русский язык две монографии по актуальным вопросам океанологии: «Динамическую океанографию» Дж. Праудмэна (изд. в 1957 г.) и «Гольфстрим» Г. Стоммела (изд. в 1963 г.).
В 1966 году защитил диссертацию «Основы TS-анализа вод Мирового океана» на степень доктора географических наук (присуждена в 1968 году). Диссертация, дополненная новыми главами, была опубликована в 1970 году в виде монографии «ТS-анализ вод Мирового океана». Эта работа получила широкое признание научной общественности, была издана на английском языке в Амстердаме и Нью-Йорке (1975), а также переиздана в СССР (1987).
В 1968 году в качестве научного руководителя участвовал в длительной (255 суток) экспедиции на новом научно-поисковом судне «Профессор Дерюгин». Построенный в Николаеве корабль предназначался для Тихоокеанского института рыбного хозяйства и океанографии. Первый его рейс получился почти кругосветным: из Чёрного моря через Средиземное в Атлантику, затем на юг к Магелланову проливу и потом пересечение всего Тихого океана с юго-востока на северо-запад.
В 1969 году был направлен для работы в Секретариате ЮНЕСКО (Париж) на должность заместителя Секретаря Международного океанографического комитета (МОК) по региональным программам. На этом посту принимал участие в разработке планов, организации и проведении международных исследований Мирового океана по программам СИК (район Куросио), СИКАР (Карибское море), СИНЕКА (Северо-Восточная Атлантика), СИЕСМ (Среди-земное море), СОВ (Южный океан) и других. Его деятельность в ЮНЕСКО (закончилась в декабре 1977 года) была столь высоко оценена руководством этой организации, что к профессору Мамаеву в последующие годы многократно обращались по разным вопросам океанологических исследований и включали в состав многих международных комиссий и экспертных групп.
С 1970 года и до конца дней работал в составе группы экспертов ЮНЕСКО/МСИМ/СКОР/ МАФНО по океанографическим таблицам и стандартам (JPOTS). Был соавтором новой шкалы практической солёности (1978) и нового уравнения состояния морской воды (1980). На их основе созданы новые Международные океанографические таблицы (1987).
С 1978 года Мамаев — профессор кафедры океанологии географического ф-та МГУ, с 1987 года он исполнял обязанности заведующего кафедрой, а в 1989 году утверждён в должности её заведующего. В эти годы Мамаев читал курсы лекций «TS-анализ водных масс», «Морские течения», «Морские льды», «Морская турбулентность», «Современные проблемы океанологии». Много времени отдавал руководству курсовыми и дипломными работами студентов, диссертационными работами аспирантов.
1979—1989 гг. Заместитель Председателя секции «Физика и химия океана» Комиссии по проблемам Мирового океана АН СССР.
1979—1990 гг. Председатель Рабочей группы АН СССР по океанографическим таблицам и стандартам Комиссии по проблемам Мирового океана.
В 1981-90 гг. О. И. Мамаев — Председатель специализированного гидрометеорологического совета при МГУ.
1979—1985 гг. Член Экспертного совета ВАК по наукам о Земле.
1980—1992 гг. Советский национальный координатор по проблемам подготовки кадров, образования в области морских наук /ТЕМА/, МОК, ЮНЕСКО.
1980—1991 гг. Член Научного Совета ГКНТ по программе «Мировой океан».
1989—1994 гг. Заведующий кафедрой океанологии МГУ, член Учёного совета географического факультета МГУ.
1991—1994 гг. Член Редколлегии журнала «Океанология».
1991—1994 гг. Член специализированного Учёного совета Института Океанологии Российской Академии Наук.
1992—1994 гг. Член национального Океанографического Комитета Российской Федерации.
1993 г. Назначен национальным координатором по проблемам подготовки кадров и образования по морским наукам ТРЕДМАР, отдел морских наук ЮНЕСКО.
Исключительно много труда Мамаев отдавал подготовке и чтению лекций. Лекции он читал артистически, в этом отношении он заметно выделялся среди других преподавателей. Широкая научная эрудиция и великолепная память, в сочетании со свободным владением английским языком — международным языком в океанологии — позволяли ему легко ориентироваться в потоке научной литературы. В его манере изложения нового материала, за чёткой логикой математических построений всегда присутствовала та, граничащая с небрежностью, лёгкость, какую даёт только безусловное владение предметом.
Научные интересы Мамаева лежали в области теории и практики расчёта элементов морских течений, перемешивания и трансформации водных масс, термодинамики и уравнения состояния морской воды, а также некоторых смежных вопросов океанологии. Ему принадлежит наиболее полное исследование проблемы так называемой нулевой поверхности в океане, то есть слоя, в котором горизонтальная составляющая морского течения обращается в нуль. Им составлено обобщение аналитической теории ТS-кривых для ограниченного по глубине океана, а также для случая неравенства коэффициентов турбулентной теплопроводности и диффузии. В последние годы его увлекли проблемы Чёрного моря, в результате чего было опубликовано несколько интересных статей, а кроме того прочитана целая серия специальных докладов в океанологических учреждениях Великобрита-нии, США, Канады и Турции.
Последняя монография Мамаева, написанная по просьбе вице-президента корпорации «СИЭТЛ — САИК» (международная корпорация по применению науки), посвящена глубинным водам Мирового океана и написана на английском языке. Она называется «Abyssal Ocean Waters», издана в США в 1992 г..
Научное наследие Мамаева насчитывает около девяноста статей и восемь монографий, написанных без соавторов. В наше время эти числа могут показаться скромными. Но все свои главные научные труды Олег Иванович написал сам, и сегодня очень мало океанологов могут похвастаться соавторством с профессором Мамаевым. Его труды весомы и долго останутся интересными для следующих поколений.
Мамаев скоропостижно скончался 28 августа 1994 года и похоронен на Хованском кладбище в Москве.

## Научная работа
Научные интересы Мамаева лежали в области теории и практики расчёта морских течений, водных масс Мирового океана, их перемешивания и трансформации, термодинамики и уравнения состояния морской воды, а также в области ряда других смежных вопросов. Основные труды:
- «Динамический метод вычисления элементов морских течений» (1956, в соавторстве с Н. Н. Зубовым),
- «Нулевая динамическая поверхность Мирового океана» (1962),
- «Океанографический анализ в системе alpha-S-T-p» (1963),
- «T,S — анализ вод Мирового океана» (1970),
- «Abyssal ocean waters» (1992),
- «Морская турбулентность» (1970),
- «Морские течения» (1986).

### Морские течения
Мамаеву принадлежит исследование проблемы нулевой динамической поверхности (монография, 1962), то есть слоя, в котором обращается в нуль горизонтальная составляющая скорости течений. Мамаевым предложен новый метод определения нулевой поверхности, основанный на уравнении баланса турбулентной энергии в море. Построенная им карта нулевой поверхности в Мировом океане позволяет получить представление о характере течений в разных частях океана. О. И. Мамаев внёс также вклад в изучение нулевой поверхности в тех районах, где она «входит в дно» и располагается «под дном». Такие исследования необходимы для изучения возможности применения динамического метода к придонным течениям, где располагается придонный турбулентный слой.

### T,S Анализ вод мирового океана
Мамаев внёс вклад в область теории термохалинного анализа, изучения динамики и трансформации водных масс Мирового океана, термодинамики океана. Им обобщена аналитическая теория Т,S-кривых в условиях ограниченного и полуограниченного по глубине океана, а также на случай неравенства коэффициентов турбулентной теплопроводности и диффузии. О. И. Мамаев предложил упрощённое уравнение состояния морской воды, рассчитанное методом наименьших квадратов и отличающееся неплохой точностью по сравнению с другими упрощёнными уравнениями, предложенными ранее; доказал основную теорему существования криволинейного интеграла в Т,S- плоскости (теорема о связи главной части вертикальной устойчивости с Т,S — кривой); развил аналитическую теорию Т,S — кривых на случай перемешивания четырёх, трёх или двух водных масс в полуограниченном по вертикали океане; предложил элементарную теорию Т,S- кривых для океана конечной глубины, когда водные массы могут двигаться, в частности, в противоположных направлениях; ввёл понятие о «треугольнике уплотнения (сжатия) при смешении», показав, каким образом треугольник сжатия может быть применён при анализе водных масс в областях их вертикального и горизонтального взаимодействия; провёл классификацию типов Т,S- соотношений водных масс Мирового океана. Им также предложена новая методика анализа водных масс в областях горизонтального взаимодействия вод, главный упор в которой сделан на рассмотрение промежуточных водных масс, представляющих наиболее интересное и специфическое явление в термохалинной структуре вод Мирового океана. О. И. Мамаевым рассмотрены некоторые теоретические вопросы уплотнения при смешении вод океана и «ускорения распространения звука» при смешении, и предложена новая методика расчёта уплотнения при смешении в толще океана. Им разработаны теоретические вопросы термодинамики моря, в частности, обобщены соотношения взаимности Максвелла для случаев морской воды.

## Лекции и учебные пособия
Мамаев был профессором и заведующим кафедрой океанологии (1989—1994) географического факультета МГУ, где вёл преподавательскую и научную деятельность. Содержание части курсов лекций О. И. Мамаева в сжатой, концентрированной форме изложено в учебном пособии, изданном Московским университетом: «Морская турбулентность». В учебном пособии автор даёт определения терминов и понятий, рассматривает физическое существо процесса, типы турбулентного перемешивания и т. д. Главное внимание уделено теории и наиболее существенным чертам морской турбулентности. Широко использован математический аппарат, с помощью которого рассматриваются различные виды турбулентного движения морских вод. Следующее учебное пособие «Морские течения» (1986) обобщает и развивает лекции О. И. Мамаева по одноимённому разделу курса «Океанология». Оно базируется на фундаментальных работах по гидромеханике и теории морских течений, как классических, так и современных. В нём изложены основы теории морских течений и методы их изучения. В пособии даны общая постановка задачи о морских течениях и представление о поле плотности, а также граничные условия для стационарных задач. Наряду с преподаванием Мамаев продолжает участвовать в морских экспедициях и их предварительном планировании: гидролог, начальник отряда, учёный секретарь. В 1953-54 гг — экспедиция ИОАН на «Витязе» в зимнем Беринговом море и северной части Тихого океана, 1955 г. — в Северном море на СРТ «Ломоносов».

## Переводы
Знание английского языка и предмета позволило Мамаеву перевести на русский язык основополагающие монографии океанологов современности Дж. Праудмэна [J. Praudman) «Динамическая океанография» (1957) и Г. Стоммела (H. Stommel) «Гольфстрим» (1963).

## Международная деятельность
В 1969—1977 годы Мамаев работал в Секретариате ЮНЕСКО на посту заместителя секретаря Межправительственной Океанографической Комиссии (МОК)по региональным морям. Он участвовал в разработке программ, организации и проведении совместных региональных исследований: Карибского моря (СИКАР), Куросио (СИК), северо-восточной части центральной Атлантики (СИНЕКА), Средиземного моря (СИЕСМ), Южного океана (СОК) и других.